# 太田光凞

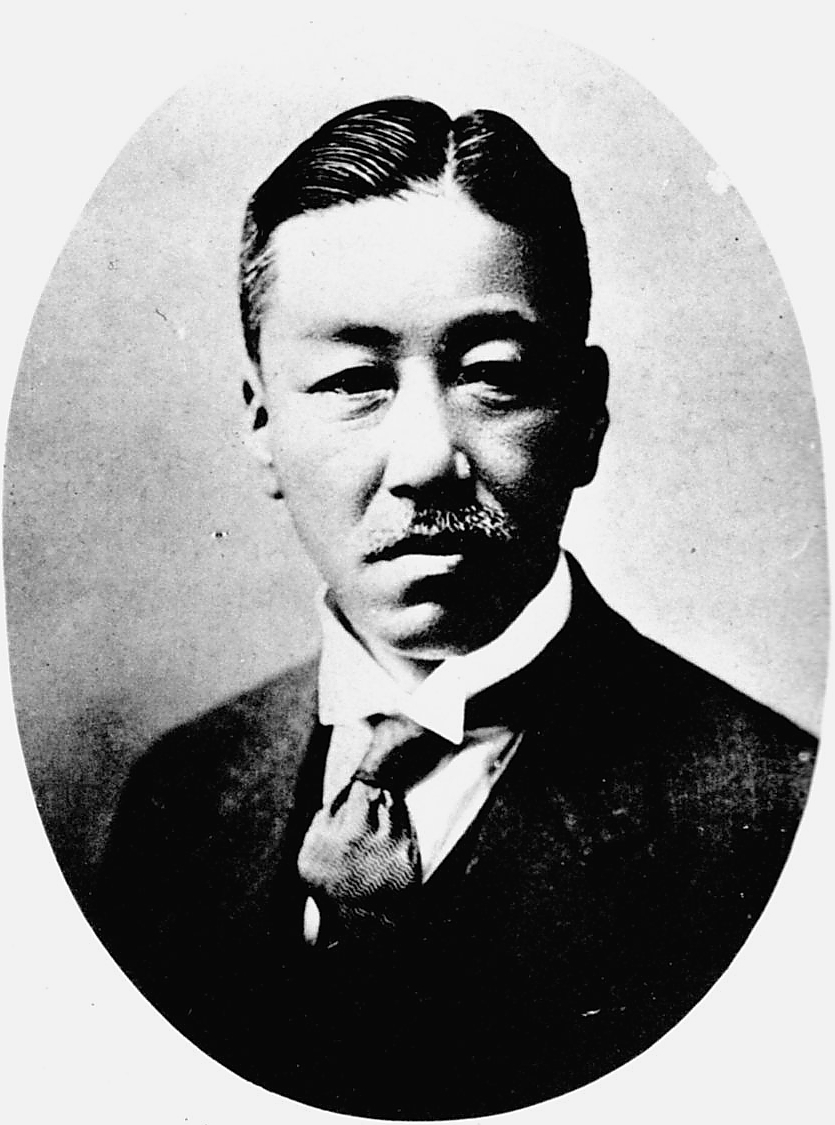
太田光凞

太田 光凞（おおた みつひろ、1874年10月1日 - 1939年10月14日）は、日本の実業家。京阪電気鉄道社長、会長などを務めた。

## 来歴
山口県出身。1898年（明治31年）東京帝国大学法科大学法英科を卒業後、鉄道省に奉職する。京阪電気鉄道設立（1906年）時の専務取締役渡辺嘉一より鉄道省からの人材斡旋を依頼されたのをきっかけに、実業界を目指す第一歩として1907年（明治40年）自らが鉄道省を辞して京阪電気鉄道に入社し、庶務課長に就任。建設中だった京阪本線の線路選定や用地買収等一切の事務を担当した。
開業後も同社の実務を切り回し、1910年（明治43年）取締役就任、1911年（明治44年）には常務取締役、1925年（大正14年）には農林大臣就任のため退任した岡崎邦輔の後を受ける形で社長に就任する。この間、1918年には伊勢電気鉄道（のちの三重交通神都線を運営。近鉄名古屋線の前身会社とは別）の社長に就任し、1924年には伊勢電気鉄道などが合併して成立した三重合同電気（後の合同電気）の社長にも就いた。
太田は京阪電気鉄道を経営するにあたり、和歌山水力電気や日高川水力電気の買収による和歌山県進出（和歌山支店設置）、京津電気軌道の合併、新京阪鉄道の建設、名古屋急行電鉄の免許取得など、積極経営を続けた。和歌山支店に関連し、阪和電気鉄道への和歌山側の電力送電権を獲得する役目を果たしたことから1925年（大正15年）同社発起人に加入するとともに会社設立委員に加わり、同年設立時には京阪電気鉄道名義で1万株（後に合同電気名義で1万株、最終的には個人名義で1,000株）を出資して取締役に選任され、財界・中央、特に鉄道省との幅広い人脈を活用して阪和電気鉄道に重要な役割を果たした。
こうした拡大政策は立憲政友会との親密な関係による部分もあり、1929年に五私鉄疑獄事件が発覚した際には検挙・収監されたが、2ヶ月後に保釈されている。最終的に太田は不起訴となった（名古屋急行電鉄の項目も参照）。太田自身は著書『電鉄生活三十年』の中で、政友会から特別の便宜を受けていたとは考えていないと記している。しかし積極経営は昭和恐慌で行き詰まり、過剰投資を回収できずに業績は減配から無配へと悪化する。この対応として人員整理の断行、和歌山支店の合同電気への譲渡、新京阪鉄道の京阪電気鉄道への合併と経営立て直しに奔走した。1936年（昭和11年）会長に就任するが、1939年（昭和14年）に相談役へと退き、直後の10月14日、食道癌のため死去した。
没後の1963年（昭和38年）、京阪は悲願であった大阪都心への乗り入れ（淀屋橋延長線）を地下線で実現する。このとき、地下トンネルのポータル上には当時の社長村岡四郎の揮毫になる「先覚志茲成」（先覚の志、ここに成る）という扁額が、太田の孫の手で除幕される形で設置された。また、寝屋川市香里の自宅の庭に植えられていたキンモクセイの木は、村岡四郎宅に移植ののち、1968年（昭和43年）に香里園駅上り線（1番線）脇の植え込みに再移植された（来歴を示す看板が横に設置されている）。

## 電気事業への関与
上記の通り、太田は1924年（大正13年）9月三重合同電気（1930年合同電気に改称）の社長に就任。1937年（昭和12年）に合同電気が東邦電力に合併されると同年11月東邦電力副社長に転じ、1939年5月までこれを務めた。また京阪電気鉄道が設立に参加した大同電力（旧大阪送電、初代社長福澤桃介）にもかかわり、1919年（大正8年）11月の設立とともに常務取締役に就任し、1928年（昭和3年）6月には増田次郎の2代目社長就任にあわせて代表取締役副社長に昇格した。その後1931年12月副社長からは退くが、1939年3月まで取締役に名を列ねている。

## 著書
- 『電鉄生活三十年』 - 自伝。1938年刊行。

## 家族
- 実父・大庭景明（伝七、1884年没） - 長州藩士。明治維新で没落。[9]
- 実兄・大庭柯公(1872年生) - 新聞記者[10]
- 養父・太田小三郎(1845－1916) - 古市 (伊勢市)の三大妓楼のひとつ「備前屋」主人で、神苑会、参宮鉄道、宮川電気、山田銀行の設立に関わり、伊勢の発展に尽力した実業家[11][12]。豊前国英彦山の執当職を代々務めた鷹羽家の鷹羽寿一郎の三男・匡一として生まれ、伊勢に移住し、備前屋の養子となって改名、1898年に町会議員となり、伊勢電気鉄道社長など多くの地場企業の重役を務めた[12]。子がなく、1875年に光凞を養子とした[9]。
- 養伯父・鷹羽浄典(正応坊観道、1823－1866) - 養父の兄。修験者、英彦山の執当。尊攘運動に加わり、萩藩と盟約して挙兵を企てたことにより小倉藩に捕らえられ、獄中で処刑された。[13]
- 妻・ノブ（1881年生） - 陸軍中佐・山県俊信長女。父俊信（1848－1904）は元周防山口藩士。西南戦争、日清・日露戦争に従軍し、ロシア艦隊の襲撃をうけ自刃した[14]。
- 子・重光、資光、高子、顯光、定光[15]
- 養弟・太田善男 - 養家の養子。慶応大学予科教授。元田直の四男。[9][16]